# 카우벨

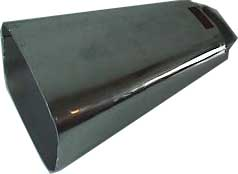
카우벨

카우벨(영어: Cow bell)은 몸울림악기의 일종으로 손으로 연주한다.
알프스 지방에서 사용되던 소의 목에 매단 벨과 흡사하지만 안쪽에 혀가 없는 금속제의 우드 블록으로 생각할 수도 있다. 주로 재즈 등 경음악에 쓰며 드럼셋에 부착하여 작은북의 북채로 연주한다.

## 이 악기를 기용한 작곡가들
- 리하르트 슈트라우스
- 구스타프 말러
- 카를하인츠 슈톡하우젠
- 올리비에 메시앙
- 다케미쓰 도루

## 같이 보기
- 아고고